# Wettinia fascicularis
Wettinia fascicularis là loài thực vật có hoa thuộc họ Arecaceae. Loài này được (Burret) H.E.Moore & J.Dransf. miêu tả khoa học đầu tiên năm 1978.